# پی خرس کوچک
پی خرس کوچک یک ستاره است که در صورت فلکی خرس کوچک قرار دارد.